# 王承衍
王承衍（952年—1003年），字希甫，其先辽西人，洛阳县（今河南省洛阳市）人，北宋驸马、大臣、外戚，秦王王审琦之子、宋太祖赵匡胤之婿，尚昭庆公主。

## 生平
王审琦之子，幼端谨，善骑射，晓音律。宋太祖开宝初年，补内殿供奉官都知。开宝三年（970年），娶宋太祖之女昭庆公主，授右卫将军、驸马都尉。领恩州刺史兼防御使。宋太宗太平兴国三年（978年），加检校太保，太平兴国七年（982年），授彰国军节度使。雍熙年间，王承衍出知天雄军府（今河北大名）兼都部署。一次，契丹出兵侵扰镇阳。侯骑入冀州，离魏200余里。王承衍欢庆定人心，张灯结彩，击鼓吹乐，欢庆上元节。王承衍带着他的僚属宾客，饮宴作乐，到处游逛，玩了一个通宵。城中的百姓见长官如此，也就不再恐慌，恢复了安定。宋真宗即位，王承衍改河中尹、护国军节度使，加检校太尉。咸平六年（1003年）王承衍卒。赠中书令、追封鄭王, 谥号恭肃。其孙王克臣，其曾孙王师约。